# BIRD (satellite)
Pour les articles homonymes, voir BIRD.
BIRD (acronyme de Bispectral Infra-Red Detection) est un microsatellite de télédétection développé par l'agence spatiale allemande DLR destiné à détecter et observer les feux à la surface de la Terre et transmettre rapidement des informations détaillées aux forces d'intervention (pompiers…) situées près des lieux du feu. Le satellite permet de manière plus générale de détecter les points chauds tels que les régions volcaniques en activité ou les incendies industriels. BIRD est lancé le 22 octobre 2001 avec le satellite indien TES et le satellite de l'ESA PROBA-1 par un lanceur PSLV et placé sur une orbite héliosynchrone de 568 km. Le satellite remplit entièrement ses objectifs. Le satellite TET-1 également développé par l'agence spatiale allemande prend sa suite en 2012.

## Déroulement de la mission
BIRD fonctionne de manière normale jusqu'au 14 février 2004. À cette date, le gyroscope chargé de détecter les changements d'orientation commence à envoyer des informations erronées au système de contrôle d'attitude déclenchant la mise en rotation du satellite à des vitesses élevées puis la défaillance rapide des roues de réaction qui tentent de contrebalancer ces mouvements. Depuis cette date seuls les capteurs solaires sont capables de déterminer l'orientation du satellite et les magnétos-coupleurs ne permettent plus de contrôler de manière vraiment efficace l'attitude du satellite. Malgré le bon fonctionnement de sa charge utile BIRD n'est plus utilisé que de manière sporadique essentiellement pour valider le fonctionnement des équipements expérimentaux placés à bord.

## Caractéristiques du satellite
BIRD est un microsatellite de 94 kg de forme cubique (62 cm de côté, 1,6 mètre d'envergure avec les panneaux solaires déployés). Le satellite est stabilisé sur 3 axes. Les instruments ne sont utilisables que durant 10 minutes par orbite (environ un dixième du temps) ce qui est jugé suffisant pour les objectifs assignés à la mission. Durant le reste du temps le satellite est orienté de manière que les panneaux solaires soient perpendiculaires à la direction du Soleil. Les corrections d'orientation sont assurées à l'aide de 4 roues de réaction et trois paires de magnétos-coupleurs. La détermination de l'orientation du satellite est obtenue grâce à deux capteurs solaires, deux viseurs d'étoiles, un récepteur GPS et un gyrolaser 3 axes. Les communications se font en bande S avec un débit de 2,2 mégabits/s.
La charge utile est constituée de deux caméras comportant en tout trois capteurs :
- la caméra en lumière visible WAOSS-B (600-670 nm et 840-900 nm) est un modèle de rechange de la caméra ayant volé sur la mission russe Mars 96. Elle a un champ optique de 50° permettant une fauchée de 553 km avec une résolution de 185 m. Elle est destinée à analyser la végétation et classifier les incendies[2].
- la caméra infrarouge HSRS (Hot Spot Recognition System) développée spécifiquement pour répondre au besoin. Elle dispose d'un champ optique de 19° permettant une fauchée de 190 km avec une résolution de 370 mètres et dotée de deux capteurs[3] :
  - infrarouge moyen (3,4-4,2 µm) destiné à détecter les feux.
  - infrarouge thermique (8,5-9,3 µm) pour mesurer la température des feux.

L'énergie est fournie par trois panneaux solaires dont deux déployables qui produisent en moyenne 120 watts.